# Ryan Villopoto

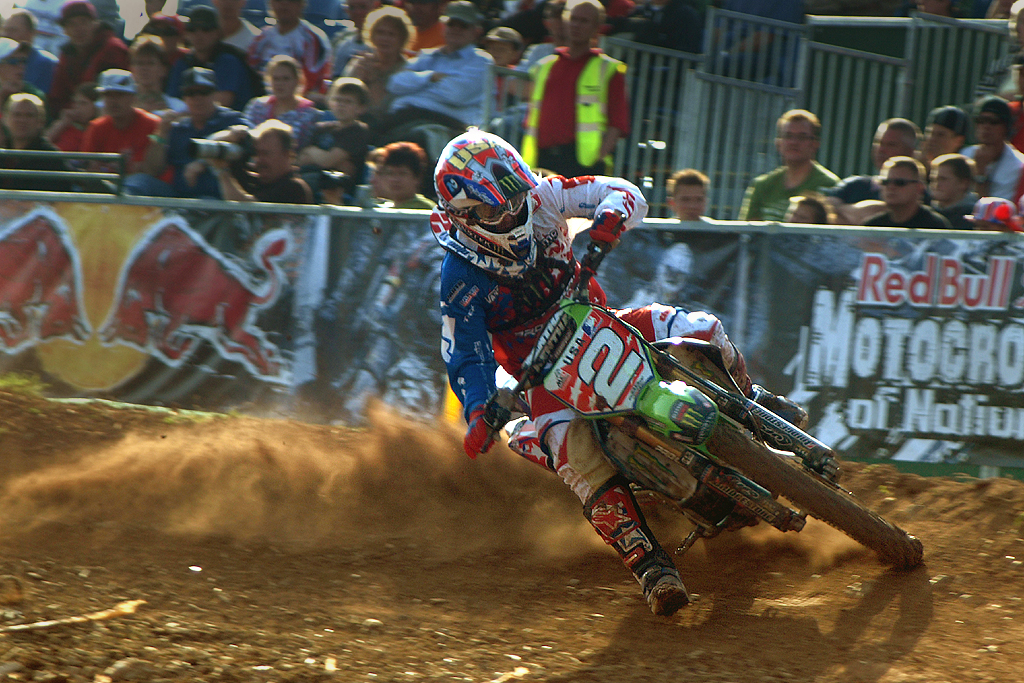

Ryan Villopoto, född 18 augusti 1988 i Poulsbo, Washington, är en amerikansk före detta motocrossförare. Han har tagit flera titlar i AMA Motocross Championship.